# Lupinus meionanthus
Lupinus meionanthus är en ärtväxtart som beskrevs av Asa Gray. Lupinus meionanthus ingår i släktet lupiner, och familjen ärtväxter. Inga underarter finns listade i Catalogue of Life.